# Another Starting Line
『Another Starting Line』（アナザー・スターティング・ライン）は、日本のパンク・ロックバンド、Hi-STANDARDが2016年にリリースしたシングル。

## 解説
2000年発売のシングル『Love Is A Battlefield』以来、16年半ぶりにリリースされた新曲音源。
事前にリリース情報など一切ない中、店着日となる10月4日にこのシングルがCDショップ店頭に並ぶと、TwitterなどのSNSを通じてその事実がどんどん拡散されていき、ファンに衝撃を与えた。
10月26日までは主要CDショップ店頭のみで購入可能で、WEB通販やダウンロード販売は10月5日のリリースから3週間後に解禁となる。
収録曲「Rain Forever」はHi-STANDARDが初めて作ったオリジナル曲である「HAVE A GOOD DREAM」という仮タイトルの曲が元で、今回20年越しに完成された。。

## 記録
初週で135,707枚を売り上げ、週間チャートでは1位を記録。シングル・アルバムを通して初の首位獲得を果たした。
また、インディーズバンドのシングル作品の、メジャーチャートでの首位獲得はMONGOL800、ゴールデンボンバーに続き、三組目の快挙。事前告知無しでの週間チャート1位は前代未聞の出来事になった。また年間チャートでは220,221枚を売り上げ27位を記録。ロック・バンドとしてはこの年の首位の売り上げとなった。

## 収録曲
全曲 作詞：横山健・難波章浩、作曲・編曲：Hi-STANDARD
1. Touch You
2. Another Starting Line
3. Nothing To Lose
4. Rain Forever